# Alain Quemin
Alain Quemin, né le 9 décembre 1967 à Lyon, est un sociologue français, spécialiste de l'art, notamment de l'art contemporain. Il est professeur de sociologie de l'art à l'Institut d'études européennes de l’université Paris-VIII et membre sénior de l’Institut universitaire de France, rattaché en tant que chercheur associé au Groupe d'étude des méthodes de l'analyse sociologique de la Sorbonne (GEMASS).

## Aperçu biographique
Après des études en classe préparatoire au lycée du Parc à Lyon, Alain Quemin est admis à l’École normale supérieure de Cachan en 1987 puis à l’Institut d'études politiques de Paris en 1988. Reçu à l’agrégation de sciences sociales en 1990, il prépare une thèse de doctorat à l’École des hautes études en sciences sociales, de 1990 à 1994, sous la direction de Raymonde Moulin. Il a ensuite soutenu une habilitation à diriger des recherches en sociologie sur l'expertise artistique à l'Université de la Sorbonne Nouvelle-Paris 3.

## Travaux
La thèse, publiée en 1997 sous le titre Les commissaires-priseurs : la mutation d'une profession (Paris, Éd. Anthropos), s'intéressait à savoir comment les commissaires-priseurs, appartenant à un groupe d'élites traditionnelles, sont longtemps parvenus à protéger leur monopole sur les ventes aux enchères qui leur avait été alloué par le pouvoir royal en 1556, et comment, malgré des liens très étroits avec le pouvoir, ils ont en partie perdu le contrôle sur leur devenir, en particulier par un transfert des décisions de l’État français vers les instances communautaires de Bruxelles.
Dans La réforme des ventes aux enchères (2001), Alain Quemin analyse la réforme et les textes afférents, en montrant que les commissaires-priseurs sont parvenus à contrôler ce qui était souvent présenté comme une menace et qu'ils sont, finalement, sortis victorieux de cette épreuve. Ainsi, bien que la réforme de juillet 2000 sur les ventes aux enchères et ses décrets d'application d'août 2001 aient fait éclater la profession de commissaire-priseur entre commissaires-priseurs judiciaires chargés des ventes aux enchères judiciaires d'une part, et responsables de sociétés de ventes aux enchères officiant désormais pour les ventes volontaires d'autre part, ce sont bien souvent les anciens commissaires-priseurs qui, après la réforme, ont continué à exercer les deux fonctions. Seul changement de taille, les deux maisons de ventes anglo-saxonnes, Christie's et Sotheby's, qui dominent le marché mondial et qui, avant la réforme de juillet 2000, n’avaient pas le droit de vendre sur le territoire français, y organisent désormais librement leurs vacations, venant concurrencer bien plus fortement les professionnels français.
Après avoir travaillé sur la sociologie du marché de l’art et de ses acteurs, Alain Quemin élargit ses travaux aux institutions artistiques. Le « rapport Quemin » notamment, rendu au ministère des Affaires étrangères en 2001, porte sur le rôle des pays prescripteurs sur le marché et dans le monde de l'art contemporain. Ce rapport fait apparaître le rôle central des États-Unis et de l'Allemagne sur le marché et sur la scène internationale de l'art, mais aussi le lent effritement des positions françaises,,,. Il a donné lieu à un second ouvrage en 2002.
Depuis 2002, Alain Quemin a complété et actualisé ses analyses chiffrées[réf. nécessaire]. Il a également procédé à de nombreuses études de cas précis sur différents pays (Grande-Bretagne, Italie, Japon, Brésil…). Alain Quemin a également publié des articles sur des sujets qui se rattachent à différents domaines de la sociologie de l’art : la sociologie des œuvres (avec Clara Lévy), les enquêtes sur les publics des institutions culturelles, la place des femmes dans les professions artistiques (artistes et galeristes en art contemporain), la question de l’expertise artistique et des experts, etc. Plus récemment, révélant les listes et passant au crible la dizaine de palmarès qui existe désormais, Alain Quemin soumet à son analyse les créateurs et les professionnels du domaine qui « font » l’art d'aujourd’hui en créant les œuvres… ou les artistes. La vogue des palmarès s’est emparée du monde de l’art contemporain. Bruce Nauman, Gerhard Richter, Georg Baselitz, Jeff Koons ou Damien Hirst caracolent dans le Kunstkompass, sorte de hit-parade des artistes les plus en vue. Le galeriste star Larry Gagosian ou le méga-collectionneur François Pinault ont, pour leur part, les honneurs du Power 100, classement des personnalités les plus influentes de l’art.
Bien que souvent cités et décriés, ces nombreux palmarès sont mal connus. Sur quels critères reposent-ils et comment sont-ils construits ? Qui figure dans leurs colonnes et comment les classements évoluent-ils au fil du temps ? Finalement, comment s’élabore la réputation d’un artiste ? Toutes ces questions - qui se posent dès que l’on s’intéresse au marché de la notoriété et à la « starisation » des artistes, qui prévaut dans les arts visuels - sont traitées par A. Quemin dans Les stars de l'art contemporain : notoriété et consécration artistiques dans les arts visuels(2013),.
Dans son ouvrage, Le monde des galeries. Art contemporain, structure du marché et internationalisation, de nouveau publié en 2021 par CNRS Éditions, Alain Quemin analyse le rôle de ces structures dans la valorisation de l'art. Reposant en partie sur la méthode de l'observation participante, la recherche a bénéficié de l'activité parallèle exercée par l'universitaire depuis une douzaine d'années en tant que journaliste et critique d'art. Dans sa recension critique, Nicolas Heimendinger regrette néanmoins que l’ouvrage d'Alain Quemin « ne pousse pas plus avant l’enquête sur la constitution des valeurs artistiques sur le marché de l’art, sur le rôle spécifique et variable des galeries dans la formation des carrières d’artistes ou encore sur l’articulation du pouvoir prescripteur des galeries avec celui des musées et lieux d’exposition publics. L’influence de ces derniers, en particulier, est peu abordée, alors même que l’auteur indique à plusieurs reprises, dans le sillage de Moulin, qu’ils demeurent un point de référence dans les opérations de valorisation artistique, y compris pour les méga-galeries ».

## Positions institutionnelles
D'abord allocataire moniteur normalien en sociologie à l'université Lyon II (1995), Alain Quemin est Attaché temporaire d'enseignement et de recherche en sociologie à l'Université de Versailles-Saint-Quentin-en-Yvelines (1995-1996). Élu maître de conférences en sociologie à l'université de Metz en 1996, il change pour l'université de Marne-la-Vallée en 1999, où il obtient un poste de professeur de sociologie en 2003 (entre-temps, de 2001 à 2003, il est chercheur en délégation au CNRS). Il y occupe le poste de Doyen du Département de sociologie, directeur-adjoint de l'UFR "Sciences humaines et sociales", directeur du DÉSS de "Gestion des industries du luxe", codirecteur de la licence professionnelle "Antiquaire-brocanteur" de 2003 à 2006. En 2009, Alain Quemin choisit l’université Paris VIII et y devient le codirecteur du master en « Études européennes et internationales », spécialité « Politiques et gestion de la culture en Europe ».
De 2005 à 2010, Alain Quemin a été nommé comme membre junior à l’Institut universitaire de France puis il a été de nouveau élu membre sénior en 2020. Il a été chercheur invité à l'université Columbia (2007) et à la New School for Social Research (New York, États-Unis, 2007), à la London School of Economics (Royaume-Uni, 2000), à l’université de Montréal (Canada, 2005) ainsi qu’à l’université de Barcelone (Espagne) [réf. nécessaire]. Il a été président du Comité de recherche en sociologie de l’art de l'International Sociological Association et vice-président du Réseau de recherche en sociologie de l’art de l'Association européenne de sociologie. Il est membre du Comité directeur du GDR « Opus (Œuvres, publics, société) » du CNRS, et membre du Comité national du CNRS en 36e section (sociologie et droit) depuis 2004. Depuis 2010, il enseigne régulièrement ou est chercheur invité dans les universités UCLA (Etats-Unis), de Bologne (Italie), Barcelone (Espagne) et Zurich (Suisse). Il a également été professeur invité dans les universités de Montréal (Canada) en 2005, Campinas (Sao Paulo, Brésil) en 2015 et de Moscou (Russie) en 2018.
Après avoir été élu et avoir siégé pendant trois ans au Comité National du CNRS dans la section de sociologie-démographie et droit, en 2007, il est élu au Conseil national des universités (CNU) en sociologie. Il en démissionne en 2009, au moment de l'affaire des autopromotions des proches de Michel Maffesoli pour dénoncer ces pratiques contraires à l'éthique[réf. nécessaire] Entre 2012 et 2017, il est élu au Conseil Scientifique de l'Université Paris 8, ainsi qu'au Conseil Académique.
Sur le plan éditorial, il est membre du comité de rédaction des revues Cultural Sociology (Royaume-Uni), Sociologie et sociétés (Canada) ainsi qu’International Sociology (Australie). En France, il est membre du comité de rédaction de Sociologie de l'art.

## Ouvrages
- 1997. Les Commissaires-priseurs. La mutation d'une profession, Paris, Anthropos/Economica, coll. « Sociologiques », 537 p.
- 2001. La réforme des ventes aux enchères. Des commissaires-priseurs aux sociétés de ventes publiques, Lyon, Le serveur judiciaire, coll. « Code des ventes volontaires et judiciaires », 215 p.
- 2001. Alain Quemin, Le rôle des pays prescripteurs sur le marché et dans le monde de l'art contemporain, Paris, Ministère des Affaires Etrangères, 158 p.[12]
- 2002. Alain Quemin, L'art contemporain international. Entre les institutions et le marché, co-édition Jacqueline Chambon / Artprice, 270 p.
- 2013. Les stars de l'art contemporain. Notoriété et consécration artistiques dans les arts visuels, Éditions du CNRS[9], 457 p.
- 2016. Alain Quemin et Glaucia Kruse Villas Boas (Ed.), Arte e Vida Social. Pesquisas recentes no Brasil e na França, Marseille, OpenEdition Press, 456 p (https://books.openedition.org/oep/482).
- 2016. Alain Quemin et Glaucia Kruse Villas Boas (Ed.),Art et société : recherches récentes et regards croisés Brésil – France, Marseille, OpenEdition Press, 456 p.(https://books.openedition.org/oep/475).
- 2021. Alain Quemin, Le monde des galeries. Art contemporain, structure du marche et internationalisation, CNRS Éditions, 2021, 470 p.